# Zond 5
Zond 5, một thành viên của chương trình Zond của Liên Xô, là một phi thuyền không người lái vào tháng 9 năm 1968 trở thành con tàu thứ hai đi đến và vòng quanh Mặt Trăng, và là tàu vũ trụ đầu tiên trở về Trái Đất một cách an toàn. Mặc dù không người lái, Zond 5 mang hàng loạt sinh vật Trái Đất lần đầu tiên lên Mặt Trăng, bao gồm hai con rùa, giun ăn, ruồi rượu, thực vật và các dạng sống khác, và cũng là tàu vũ trụ đầu tiên đưa các sinh vật từ Trái Đất đến Mặt Trăng và về lại Trái Đất một cách an toàn.
Zond 5, một phiên bản của tàu vũ trụ Moon-71 có người lái Soyuz 7K-L1, được phóng tên lửa mang tên Proton-K với một sân khấu Blok D để thực hiện các nghiên cứu khoa học trong suốt chuyến bay Mặt Trăng.

## Chuyến bay tới Mặt Trăng
Sau thành công một phần của tàu Zond 4 vào tháng 3 năm 1968, một chuyến tàu tiếp theo đã được khởi động vào ngày 22 tháng 4. Tuy nhiên, khởi động thất bại khi LES gửi một lệnh hủy sai lầm tại T+260 giây và tắt giai đoạn thứ hai của tên lửa đẩy Proton. Tên lửa thoát được bắn và kéo mô-đun hạ cánh đến nơi an toàn. Vào tháng 7, một chiếc tàu 7K-L1 khác đã được chuẩn bị để phóng khi giai đoạn Block D phát nổ ngay trên bệ phóng, giết chết ba người, nhưng lại giữ cho tên lửa đẩy Proton và phi thuyền chỉ chịu thiệt hại nhỏ.
Zond 5 được phóng lên vào ngày 14 tháng 9 và trở thành phi thuyền đầu tiên bay một vòng quanh Mặt Trăng và quay trở về Trái Đất. Vào ngày 18 tháng 9, phi thuyền bay quanh Mặt Trăng, với khoảng cách gần nhất là 1.950 km. Các bức ảnh chất lượng cao của Trái Đất được chụp ở khoảng cách 90.000 km. Tập hợp các loài sinh học gồm có hai con rùa Nga, ruồi rượu, giun ăn, thực vật, hạt giống, vi khuẩn và các vật chất sống khác đã được đưa vào trong chuyến bay này.